# Décès en janvier 1931
Décès
- 1927
- 1928
- 1929
- 1930
- 1931
- 1932
- 1933
- 1934
- 1935

Pour une information complémentaire, voir la page d'aide.

| Date       | Nom              | Pays                   | Activités                         | Âge | Source |
| ---------- | ---------------- | ---------------------- | --------------------------------- | --- | ------ |
| 28 janvier | Gunther Plüschow | Drapeau de l'Allemagne | Explorateur et aviateur allemand. | 44  |        |